# Pareisactus
Pareisactus byl rod menšího rhabdodontidního býložravého dinosaura, který žil v období pozdní svrchní křídy (maastricht) na území dnešního severovýchodního Španělska (fosilie tohoto rodu byly objeveny v Pyrenejích).

## Historie a popis
Typový exemplář P. evrostos byl formálně popsán začátkem roku 2019 dvojicí španělských paleontologů. Byla objevena pouze lopatka, která svými diagnostickými znaky dokládá, že se pravděpodobně jednalo o vývojově primitivního zástupce čeledi Rhabdodontidae v rámci kladu Rhabdodontomorpha a skupiny Iguanodontia. Jedná se v pořadí teprve o sedmý druh rhabdodontida objevený na území Evropy.
Svým geologickým stářím asi 67 až 66 milionů let je tento ornitopod jedním z nejmladších známých druhohorních dinosaurů a zároveň jedním z nejmladších dinosaurů, formálně popsaných roku 2019.